# Encalhamento

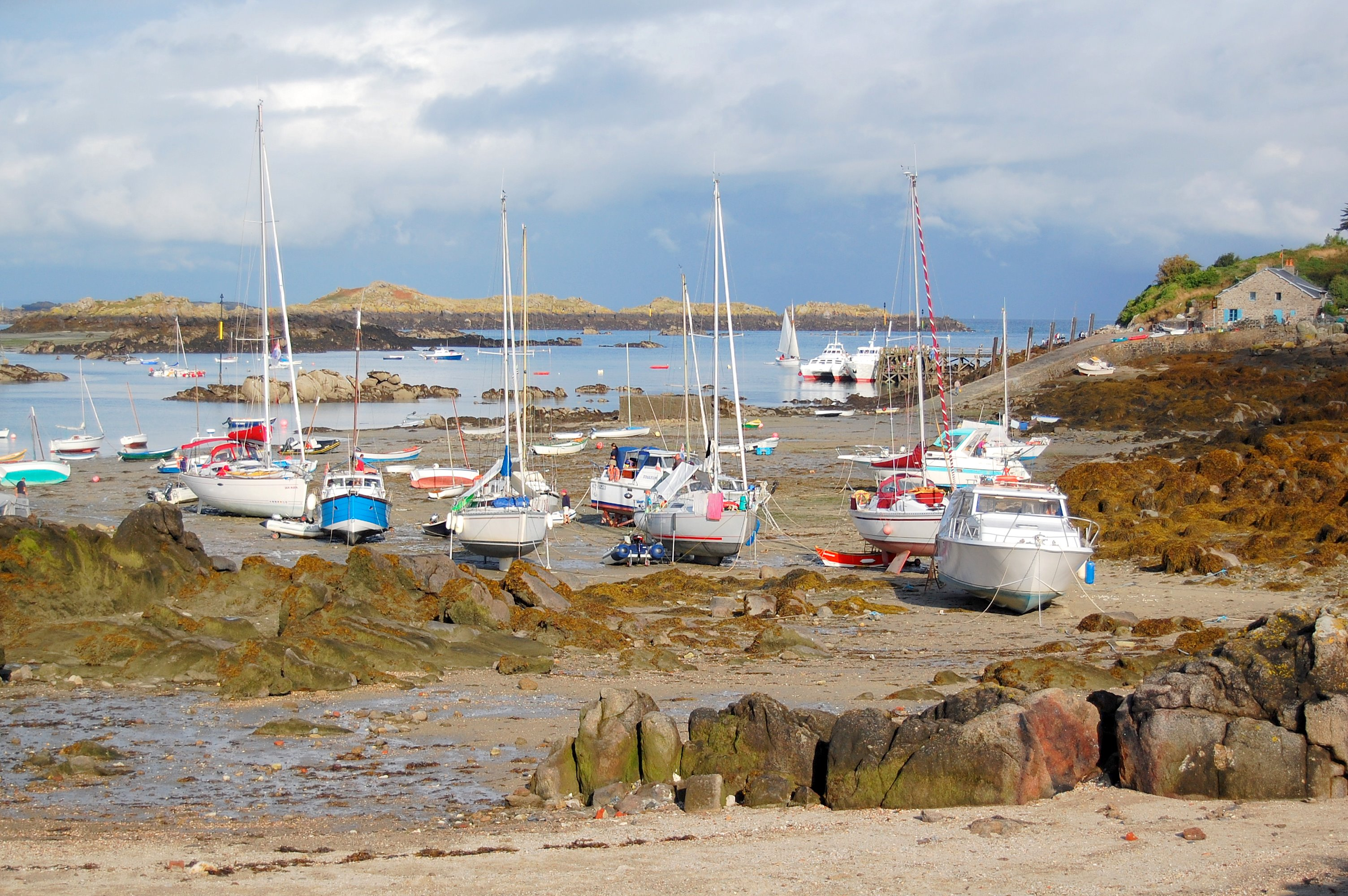
Bascos pousados

Encalhamento  é o termo usado quando propositadamente se deixa encalhar uma embarcação o que acontece nas zonas de fortes marés. 
Sem grandes danos para um barco de fundo plano, o problema é diferente com os veleiros ligeiros. Neste caso ou se usam guias de cada lado da embarcação ou então estão providos de duas peças de madeira paralelas à quilha e a embarcação pousa nesses patins. Em ambos os casos são do tipo de patilhão que se pode elevar completa ou parcialmente.
Aumentar a imagem para ver os dois veleiro de cada do barco a motor azul e distinguir o "pequeno" patilhão e os apoios laterais como uma espécie de moletas.

## Encalhar
Quando uma nave fica imobilizada num baixio devido a avaria, acidente ou falsa manobra então emprega-se o termo encalhar pois não se trata de um manobra voluntária como um encalhamento.
Arrojamento é um acidente com animais marinho que encalham nas praias. 